# 1475
| 1475               |
| ------------------ |
| Dødsfald - Fødsler |
|                    |

| Gregoriansk kalender | 1475 MCDLXXV            |
| Ab urbe condita      | 2228                    |
| Armensk kalender     | 924 ԹՎ ՋԻԴ              |
| Kinesiske kalender   | 4171 – 4172 甲午 – 乙未 |
| Etiopisk kalender    | 1467 – 1468             |
| Jødisk kalender      | 5235 – 5236             |
| Hindukalendere       |                         |
| - Vikram Samvat      | 1530 – 1531             |
| - Shaka Samvat       | 1397 – 1398             |
| - Kali Yuga          | 4576 – 4577             |
| Iransk kalender      | 853 – 854               |
| Islamisk kalender    | 880 – 881               |

Konge i Danmark: Christian 1. 1448-1481
Se også 1475 (tal)

## Begivenheder
- Royal Navys historie invaderer Frankrig under Edvard 4..
- January 10 – Den moldaviske fyrste Stefan den Store sejrer over det Osmanniske Rige i Slaget ved Vaslui.
- Odense Sankt Knuds Kloster bliver omdannet til et kapitel af sekulære kanniker, Hans Jørgensen Urne bliver domprovst.
- Kong Christian 1. opnår tilladelse fra pave Sixtus IV til oprettelsen af Københavns Universitet – Universitetet blev indviet 1. juni 1479.
- Bogtrykkerkunsten kommer til Lybæk.[1]

## Født
- Michelangelo Buonarroti, Italiensk billedhugger og maler.
- Vasco Núñez de Balboa, (død 1519) spansk opdagelsesrejsende.
- Pave Leo 10. (død 1521).

## Dødsfald
- Paolo di Dono (født 1397) – en italiensk guldsmed og maler
- Johan 4. af Nassau-Dillenburg (født 1410) – greve af Nassau-Dillenburg,